# كيرا كاس
كيرا كاس (بالإنجليزية: Kiera Cass)‏ (19 مايو 1981، كارولاينا الجنوبية في الولايات المتحدة)؛ كاتِبة مُتخصِّصة في أدب الأطفال وروائية أمريكية.

## روابط خارجية
- كيرا كاس على موقع IMDb (الإنجليزية)
- كيرا كاس على موقع ميوزك برينز (الإنجليزية)